# Fritz Kortner
Fritz Kortner (nasceu Fritz Nathan Kohn; Viena, 12 de maio de 1892 – Berlim, 22 de julho de 1970) foi um ator de teatro e cinema austríaco.

## Filmografia selecionada
- Satan (1920)
- Catherine the Great (1920)
- The Night of Queen Isabeau (1920)
- Hintertreppe (1921)
- The Conspiracy in Genoa (1921)
- The Hitler Gang (1944)
- The Razor's Edge (1946)
- Somewhere in the Night (1946)
- The Brasher Doubloon (1947)

## Trabalhos autobiográficos
- 1971: Letzten Endes. Fragmente. (posthumous autobiography, edited by Johanna Kortner)
- 1996: Aller Tage Abend. Autobiographie. Droemer-Knaur, München, 1996, ISBN 3-426-02336-9.
  - Aller Tage Abend. Autobiographie. Alexander Verlag, Berlin 2005, ISBN 3-89581-098-3.
- 2005: Aller Tage Abend. Auszüge, gelesen von Fritz Kortner. Alexander Verlag, Berlin ISBN 3-89581-137-8.